# Parkia speciosa

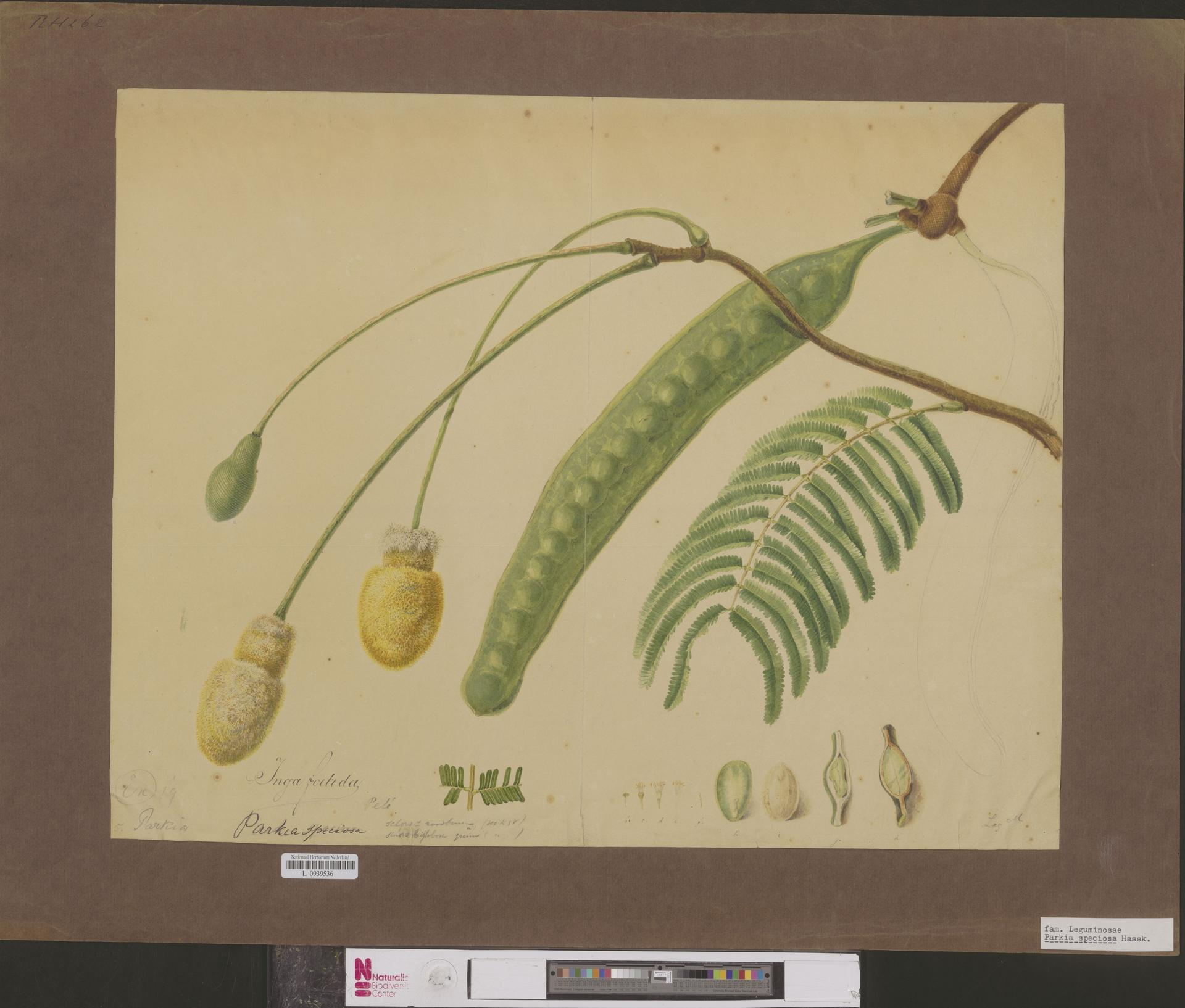
Illustration

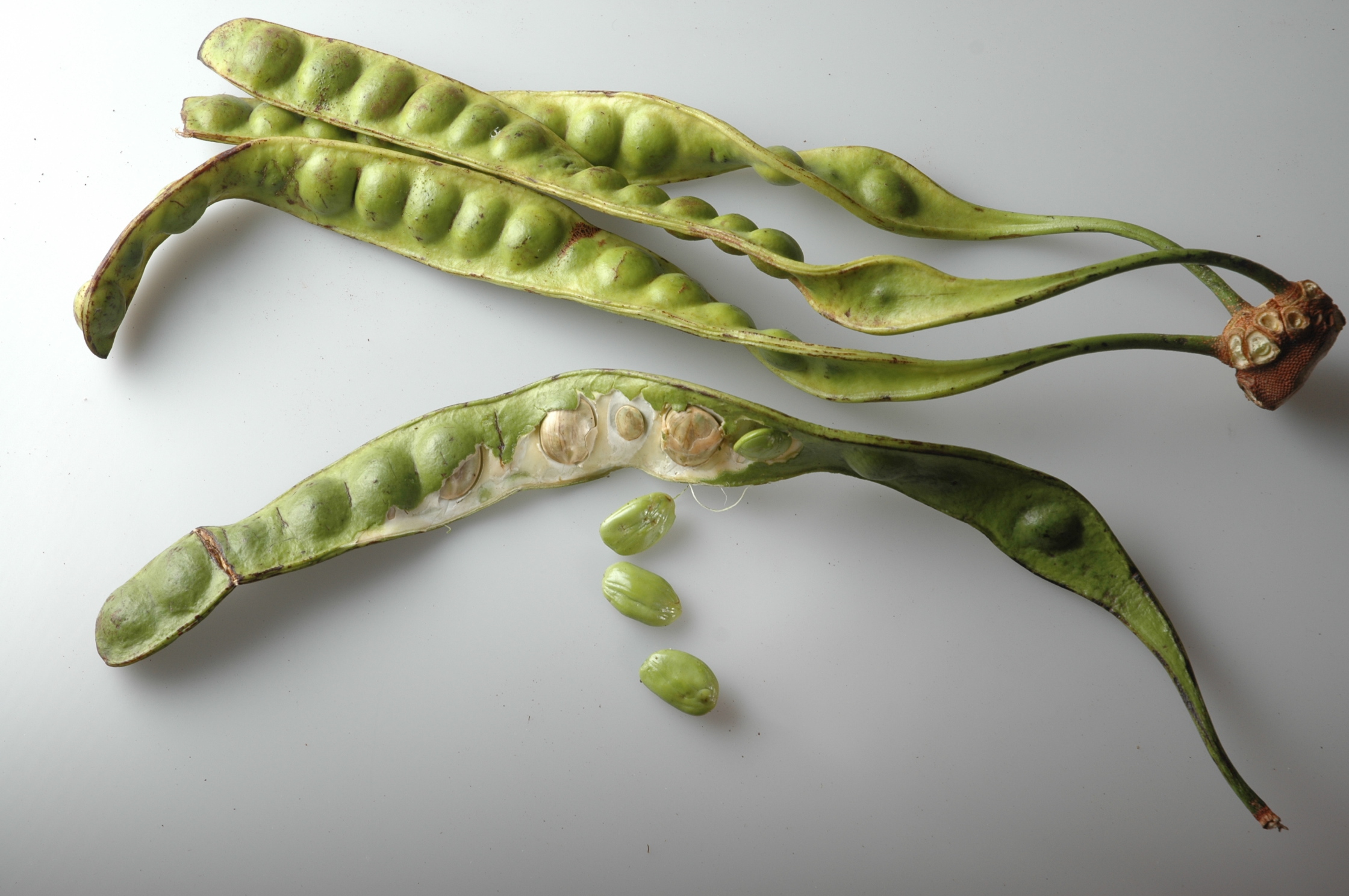
Früchte

Parkia speciosa ist eine Pflanzenart aus der Gattung Parkia in der Unterfamilie der Mimosengewächse (Mimosoideae) innerhalb der Familie der Hülsenfrüchtler (Fabaceae) aus Südostasien bis Indien.

## Trivialnamen
Trivialnamen sind: Verdrehte Blockbohne, Stink- oder Gestankbohne; petai, peteh, bitter bean, Thai: satoh (สะตอ), yongchaa, yongchaak, kampai oder zawngṭah.

## Beschreibung und Ökologie

### Vegetative Merkmale
Parkia speciosa wächst als immergrüner Baum der Wuchshöhen von 15 bis 40 Meter und Stammdurchmesser von 50 bis 100 Zentimetern erreicht. Die Rinde der Zweige ist behaart. Es können Wurzelanläufe oder Brettwurzeln vorkommen. Die Borke ist relativ glatt und braun-grau.
Die wechselständigen Laubblätter sind in Blattstiel und Blattspreite gegliedert. Der 2 bis 6 Zentimeter lange Blattstiel ist oberhalb der Stielbasis drüsig. Die Blattspreite ist farnartig, doppelt paarig gefiedert mit, je 5–10 Zentimeter langen, 12 bis 22 Fiederpaaren mit jeweils 20 bis 40 Paaren gegenständigen, länglichen, ganzrandigen und abgerundeten, stachelspitzigen, etwa 5–10 Millimeter langen, fast sitzenden, ledrigen Fiederblättchen. An der unteren, etwa 20–40 Zentimeter langen Rhachis und bei den ersten Blättchen der Fiedern können Nektarien vorkommen, bei den Fiedern und am Blattstiel können Pulvini ausgebildet sein.

### Generative Merkmale
Die einzelnen Blüten sind relativ klein und stehen in birnenförmigen, hängenden und langstieligen, etwa 4–6 Zentimeter lange Köpfchen. Es sind an der Spitze gelbe, zwittrige und an der Basis weiße, männliche und dazwischen braun-gelbliche, sterile Blüten enthalten. Die Blüten sondern einen Nektar und einen starken Geruch ab, der Fledermäuse und andere Bestäuber anlockt.
Jede 25–50 Zentimeter lange und 4–6 Zentimeter breite, flache, öfters etwas verdrehte Hülsenfrucht (umgangssprachlich Schote genannt) enthält 10 bis 18 große Samen. Sie ist an den Samen eingeschnürt und ist zur Reife bräunlich. Die flachen Samen mit weicher, dünner Samenschale sind etwa 2–2,5 Zentimeter groß und zur Reife weißlich, darunter sind die grünen Kotyledonen.

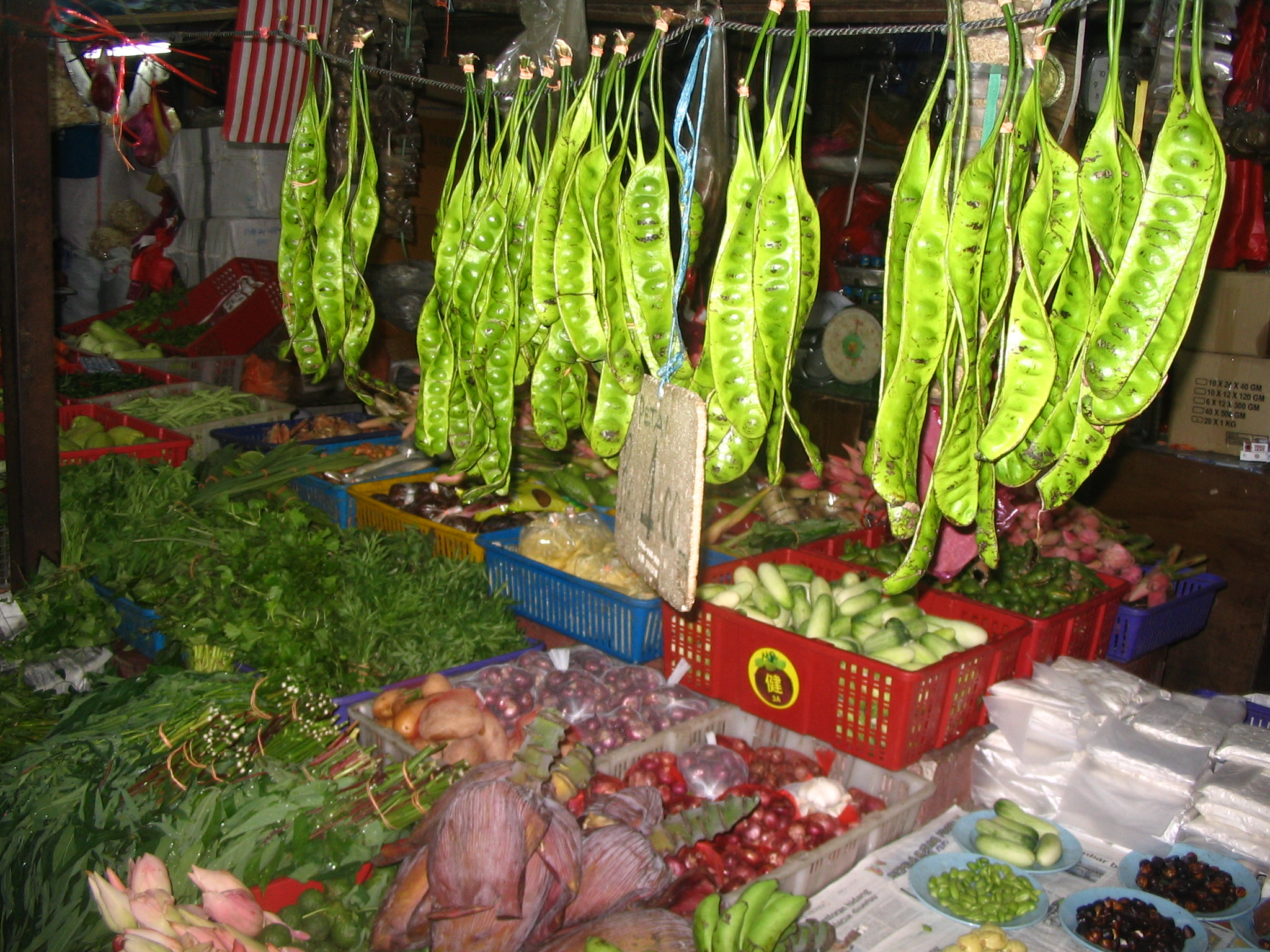
Hülsenfrüchte auf einem Markt

## Systematik
Die Erstbeschreibung von Parkia speciosa erfolgte 1842 durch Justus Carl Hasskarl Flora, Band 25 (2, Beibl.), S. 55. Das Artepitheton speciosa bedeutet schön, auffällig. Die Gattung Parkia R.Br. gehört zur Tribus Mimoseae in der Unterfamilie der Mimosengewächse (Mimosoideae) innerhalb der Familie der Hülsenfrüchtler (Fabaceae). Ein Synonym für Parkia speciosa Hassk. ist Parkia harbesonii Elmer.

## Nutzung
Die essbaren Samen (umgangssprachlich Bohnen genannt), die in der Größe und Form Mandeln ähneln, haben einen eigentümlichen, knoblauchartigen Geruch und Geschmack (Stinkbohne). Ausgelöst werden sie auch (meist aus Thailand) nach Europa und in die USA exportiert. Diese Bohnen werden wegen ihres Aromas in Laos, Thailand, Burma, Malaysien, Singapur, Indonesien und Indien geschätzt, wo Parkia speciosa vorkommt. Auf den lokalen Märkten werden die Schoten in Büscheln oder die ausgelösten Samen in Plastiksäckchen angeboten. Die Hülsenfrüchte werden von wildwachsenden oder angebauten Exemplaren geerntet. Auch die jungen Früchte werden gegessen.
Ähnlich sind die Samen von Parkia timoriana sowie Paraserianthes lophantha oder von Archidendron jiringa und anderen Archidendron-Arten.